# جيد باربوسا
جيد باربوسا (بالبرتغالية: Jade Barbosa) هي لاعبة جمباز فني برازيلية، ولدت في 1 يوليو 1991 في ريو دي جانيرو في البرازيل.

## وصلات خارجية
- جيد باربوسا على موقع الاتحاد الدولي للجمباز (licence) (الإنجليزية)
- جيد باربوسا على موقع الاتحاد الدولي للجمباز (biography) (الإنجليزية)
- جيد باربوسا على موقع اللجنة الأولمبية الدولية (الإنجليزية)
- جيد باربوسا على موقع أوليمبيديا (الإنجليزية)
- جيد باربوسا على موقع اللجنة الأولمبية البرازيلية (البرتغالية)